# Смута Люй
Смута Лю́й (кит.: 诸吕之乱; піньїнь: Zhūlǚ zhī luàn) — інцидент 180 року до Р. Х. у стародавньому Китаї часів династії Хань. В ході інциденту було знищено знатний рід Люй, радників династії. Протягом 195 — 180 років до н. е. вони узурпували найвищі державні посади завдяки протекції своєї родички — верховної імператриці Люй Чжи, вдови першого імператора династії Лю Бана, який помер у 195 р. до н. е.
За її допомоги, вани Люй Чан і Люй Люй спробували скинути династію Хань й заснувати власну. У відповідь, одразу після смерті верховної імператриці, члени імператорського роду — Лю Чжан і Лю Сян — підняли повстання проти узурпаторів Люй. Разом із гвардійськими генералами Чен Піном, Чжоу Бо та Ґуань Їном вони атакували ворогів в імператорському палаці. Під час нападу було вирізано поголовно усіх представників Люй, незважаючи на вік і стать. Після інциденту на трон зійшов імператор Лю Хен, другий син покійного Лю Бана.
Художнє відбиття подій, пов'язаних із цими сторінками китайської історії, було утворене у телесеріалі «Тріумф Хань» (в оригіналі «Ода вітру» 大風歌), трансляція якого відбулася на китайському телеканалі CCTV-8 починаючи з грудня 2011 року.